# Phố Hàng Đậu

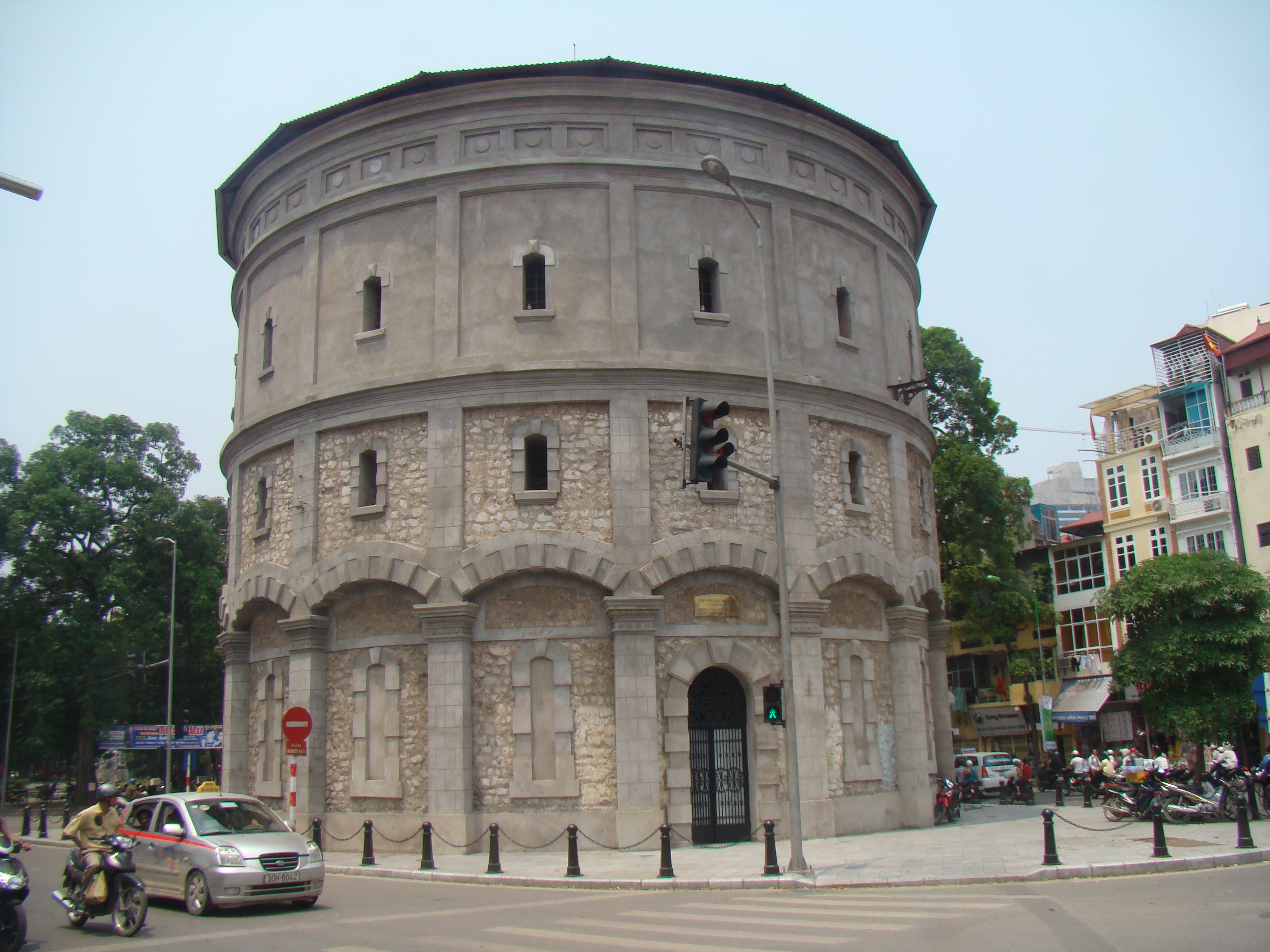
Tháp nước Hàng Đậu, công trình cấp nước sinh hoạt có từ thời Pháp thuộc

Hàng Đậu là tên một con phố dài hơn 270m, kéo dài từ Trần Nhật Duật đến Hàng Than. Đây là 1 đoạn Quốc Lộ 1 cũ nối thẳng lên cầu Long Biên.

## Vị trí
Phố kéo dài từ đường đê Trần Nhật Duật đến điểm đầu của phố Hàng Than. Phố dẫn và cắt qua các phố: Trần Nhật Duật, Nguyễn Thiếp, Hồng Phúc, Hàng Giấy và Hàng Than. Phố thuộc phường Nguyễn Trung Trực, quận Ba Đình và phường Đồng Xuân, quận Hoàn Kiếm.

## Lịch sử
Phố có tên là Hàng Đậu bởi xưa có bán nhiều loại đậu hạt. Đầu phố là cửa Ô Phúc Lâm, còn gọi là Ô Tiền Trung hay Ô Hàng Đậu.
Xưa, phố này thuộc đất của thôn Phúc Lâm, tổng Tả Túc và thôn Nghĩa Lập, tổng Hậu Túc, huyện Thọ Xương cũ. Ngày nay thuộc phường Đồng Xuân, quận Hoàn Kiếm. Thời Pháp thuộc, phố này vẫn gọi là phố Hàng Đậu (rue des Graines). Đoạn từ điểm giao cắt phố Phùng Hưng đến đường dẫn lên cầu Long Biên là 1 đoạn Quốc Lộ 1 cũ.

## Các tuyến xe buýt chạy qua
- Tuyến 01, 14, 18, 22, 23, 36: Hết đường.

## Hình ảnh

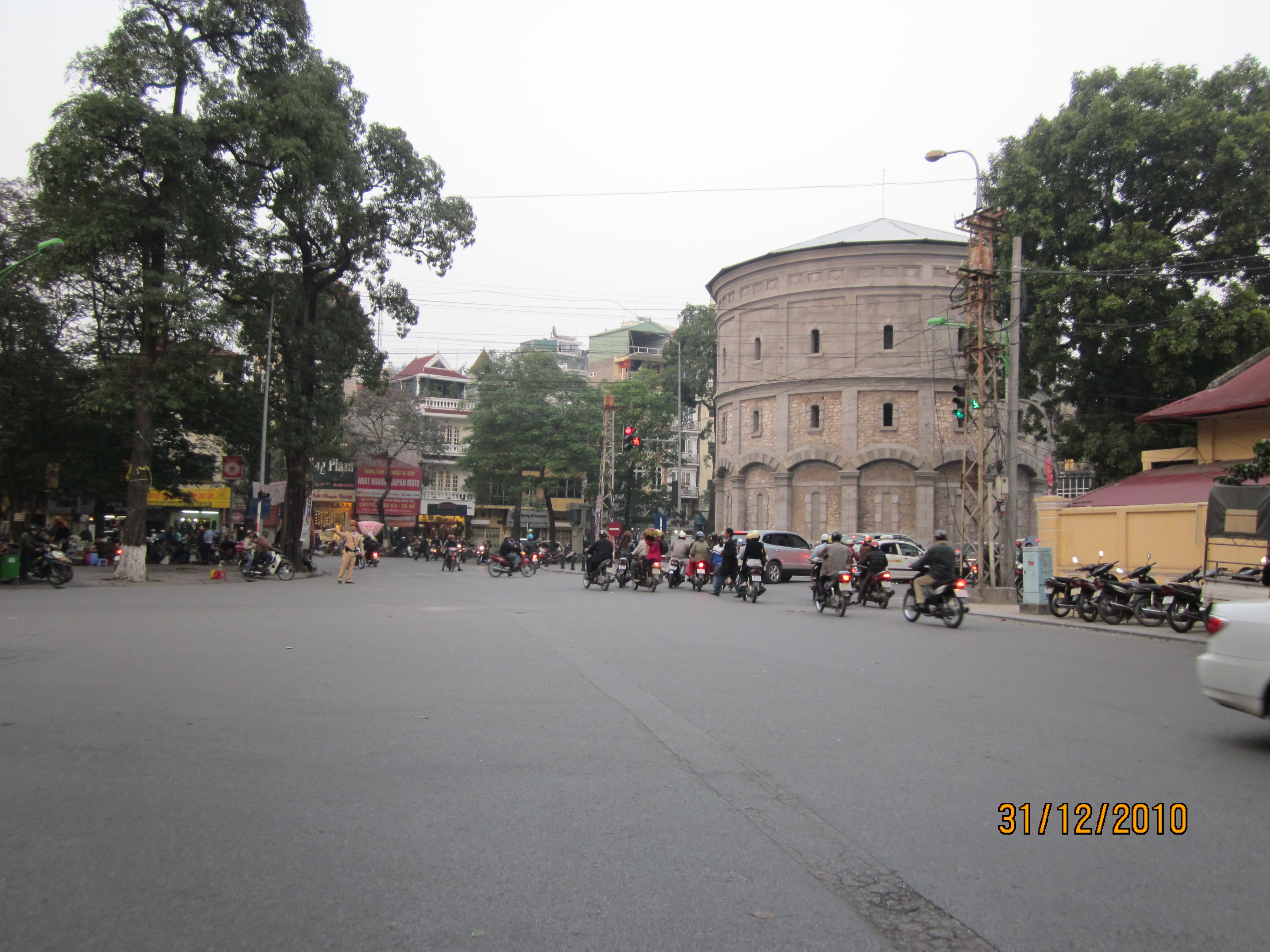
Đoạn đường phố Hàng Đậu